# Grand séminaire de Nice
Le grand séminaire de Nice, établi dans le quartier de Cimiez, est un ancien grand séminaire diocésain assurant la formation des prêtres du diocèse de Nice jusqu'à la loi de séparation des Églises et de l'État en 1905 qui en fit l'École normale d'institutrices du département des Alpes-Maritimes.

## Du concile de Trente à la séparation de l'Église et de l'État
En 1842, Mgr Galvano, évêques de Nice ovtient l'ouverture d'un petit séminaire à proximité du port Lympia pour accueillir des élèves laïques ou des futurs clercs. Dans les années 1880, la chapelle Notre-Dame y est également construite.
Les prêtres diocésains assurent la gestion, l'enseignement et la direction du grand séminaire de Nice jusqu'en 1868, en vieille ville dans l'actuelle ruelle du Séminaire. Ils sont alors remplacés par les Lazaristes, pour assurer le même enseignement que dans les autres séminaires français.
Par manque de place en vieille ville et en quête d'un lieu plus paisible et propice aux études des futurs prêtres, l'évêque de Nice, Mgr Balaïn, décide de mettre en chantier un nouvel établissement, sur la colline de Cimiez.
C'est à l'architecte départemental Adrien Rey qu'est confiée la réalisation de ce nouveau bâtiment.
Inauguré en octobre 1898, le grand séminaire ne fonctionne que peu de temps dans ses nouveaux locaux de Cimiez, puisqu'en application de la loi de séparation des Églises et de l'État du 9 décembre 1905, le séminaire est confisqué au profit du Département.
L'expulsion des séminaristes du séminaire de Nice marque les esprits comme en témoigne le chanoine Giaume.
Comme ce fut souvent le cas ailleurs en France, le bâtiment devient ensuite l'École normale d'institutrices, la formation laïque prenant la place symboliquement de la formation du clergé. À Nice, ce sont donc les futures institutrices qui viennent étudier dans l'ancien grand séminaire à compter de la rentrée de 1909. Le bâtiment accueille aujourd'hui l'INSPE de l'académie de Nice. 
La seule partie de l'établissement non reconvertie à cet usage est la chapelle, que le Département aménage à partir de 1934 en bâtiment pour les archives départementales des Alpes-Maritimes, avec entrée distincte de l'École normale, par la rue Edith-Cavell. À la suite de l'installation des Archives départementales dans leur nouveau bâtiment, moderne et fonctionnel, du centre administratif, à l'ouest de Nice, leurs anciens locaux sont proposés en location, pour trente ans, à la ville de Nice, dont le bâtiment d'archives municipales est saturé. Des travaux de cloisonnement et mise aux normes sont réalisés qui permettent à cette « annexe » d'accueillir, traiter et conserver de volumineux versements des services municipaux à compter de 1984.

## AuXXesiècle
Au lendemain de la Seconde Guerre mondiale, le diocèse de Nice disposait d’un petit séminaire, installé par Mgr Paul Rémond, dans le bâtiment de l’ancien hôtel Métropole de Cannes et d’un grand séminaire à Nice, dans le bâtiment de l’actuelle maison diocésaine, appelée « Maison du Séminaire », au 29 boulevard Franck Pilatte à Nice. Son administration a été confiée aux Lazaristes jusqu’en 1960. Elle fut ensuite dirigée par une équipe de prêtres du diocèse sous la direction de Mgr Belckx jusqu'en 1966, avant de fermer définitivement faute de vocations.